# Линдгрен, Чарли
Чарли Линдгрен (англ.  Charlie Lindgren; род. 18 декабря 1993, Лейквилл, Миннесота) — американский хоккеист, вратарь «Вашингтон Кэпиталс».

## Карьера
Чарли Линдгрен выступал в командах «Lakeville North High», «Team MAP South Hockey», «Sioux Falls Stampede» и «St. Cloud State Univ.».
В НХЛ дебютировал в «Монреаль Канадиенз» в 2016 году. В конце сезона 2015/16 Линдгрен сыграл свой первый матч в НХЛ: 7 апреля 2016 года выиграли «Монреаль Канадиенз» победили со счетом 4:2 у клуба «Каролина Харрикейнз».
До 2020 года сыграл лишь 24 игры в НХЛ. Параллельно выступал в аффилированных клубах, выступающих в АХЛ: «Сент-Джонс Айскэпс» и «Лаваль Рокет».
В сезоне 2021/22 выступал в составе «Сент-Луис Блюз», проведя на льду 5 игр. Параллельно выступал аффилированной команде «Спрингфилд Тандербёрдс», выступающей в АХЛ.
13 июля 2022 года Чарли Линдгрен подписан в качестве свободного агента с «Вашингтон Кэпиталз» на трехлетний контракт стоимостью 3,3 миллиона долларов.
За сезон провёл 31 игру. За неделю с 5 по 11 декабря 2022 года был признан первой звездой недели в НХЛ.

## Семья
Брат Чарли — Райан — выступает на позиции защитника в «Колорадо Эвеланш».